# Ippolita Maggi
Ippolita Maggi (Milano, 1555 circa – ...) è stata una nobile italiana.

## Biografia

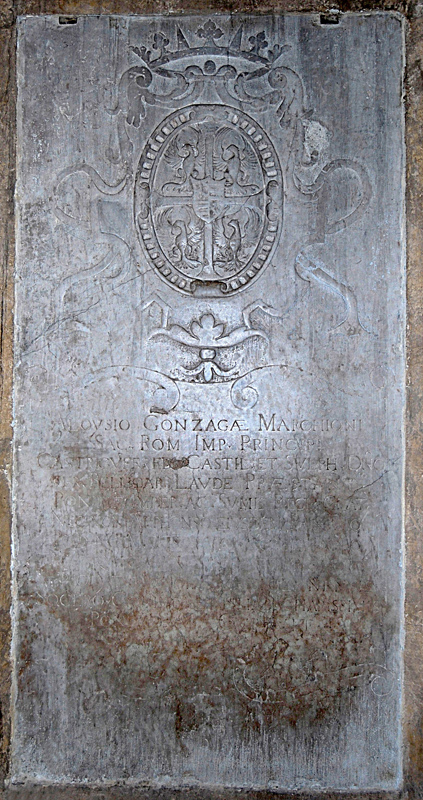
Santuario della Beata Vergine delle Grazie (Curtatone), lapide ad Aloisio e Alfonso Gonzaga.

Era figlia del conte Cesare (?-1561)  e di Bianca Dal Verme.
Sposò a Milano nel 1568 Alfonso Gonzaga, marchese di Castel Goffredo, dal quale ebbe otto figli: tre morirono prematuramente, quattro femmine andarono monache e rimase con lei la figlia Caterina, sposa del nobile Carlo Emanuele Teodoro Trivulzio (Teodoro VIII), conte di Melzo († 1605).
Alfonso fu assassinato il 7 maggio 1592 da sicari del nipote Rodolfo di Castiglione per motivi ereditari e Ippolita e la figlia Caterina furono imprigionate a Castel Goffredo e vissero giorni di angoscia. Furono liberate e condotte a Mantova grazie all'intervento del duca Vincenzo Gonzaga.
Nel 1595 Ippolita fece riesumare e tumulare la salma di Alfonso e di Aloisio Gonzaga nel Santuario della Madonna delle Grazie presso Mantova: una lapide in marmo bianco all'interno ne ricorda l'evento.

## Discendenza
Alfonso ed Ippolita ebbero otto figli:
- Ferdinando, morto infante;
- Caterina (1574-1615), sposa del nobile Carlo Emanuele Teodoro Trivulzio (Teodoro VIII), conte di Melzo;
- Giulia-Giuseppa (18 agosto 1576[3]-?), morta infante;
- Ginevra (1º giugno 1578[3]-?), morta infante;
- Giovanna-Gabriele, monaca;
- Maria, monaca;
- Angela, monaca[3];
- Luigia, monaca.

## Ascendenza
|                  |                       |                            | Genitori                   |  |  | Nonni            |  |  | Bisnonni      |  |
|                  |                       |                            |                            |  |  | Bartolomeo Maggi |  |  | Merlino Maggi |  |
|                  |                       |                            |                            |  |  | Bartolomeo Maggi |  |  | Merlino Maggi |  |
|                  |                       | Francesca Missaglia        |                            |  |  | Bartolomeo Maggi |  |  |               |  |
| Cesare Maggi     |                       |                            |                            |  |  | Bartolomeo Maggi |  |  |               |  |
|                  |                       | Francesca Bagarotta        | ...                        |  |  |                  |  |  |               |  |
|                  |                       | Francesca Bagarotta        | ...                        |  |  |                  |  |  |               |  |
|                  |                       | Francesca Bagarotta        | ...                        |  |  |                  |  |  |               |  |
| Ippolita Maggi   |                       | Francesca Bagarotta        |                            |  |  |                  |  |  |               |  |
|                  | Marcantonio Dal Verme | Taddeo Dal Verme           |                            |  |  |                  |  |  |               |  |
|                  | Marcantonio Dal Verme | Taddeo Dal Verme           |                            |  |  |                  |  |  |               |  |
|                  | Marcantonio Dal Verme | Beatrice Anguissola        |                            |  |  |                  |  |  |               |  |
| Bianca Dal Verme | Marcantonio Dal Verme |                            |                            |  |  |                  |  |  |               |  |
|                  |                       | Ippolita Visconti Borromeo | Ludovico Visconti Borromeo |  |  |                  |  |  |               |  |
|                  |                       | Ippolita Visconti Borromeo | Ludovico Visconti Borromeo |  |  |                  |  |  |               |  |
|                  |                       | Ippolita Visconti Borromeo | Lucrezia Alciati           |  |  |                  |  |  |               |  |
|                  |                       | Ippolita Visconti Borromeo |                            |  |  |                  |  |  |               |  |